# Liste der Baudenkmäler in Röttenbach (Landkreis Roth)
Auf dieser Seite sind die Baudenkmäler in der mittelfränkischen Gemeinde Röttenbach zusammengestellt. Diese Tabelle ist eine Teilliste der Liste der Baudenkmäler in Bayern. Grundlage ist die Bayerische Denkmalliste, die auf Basis des Bayerischen Denkmalschutzgesetzes vom 1. Oktober 1973 erstmals erstellt wurde und seither durch das Bayerische Landesamt für Denkmalpflege geführt wird. Die folgenden Angaben ersetzen nicht die rechtsverbindliche Auskunft der Denkmalschutzbehörde.
 Die Liste gibt den Fortschreibungsstand vom 24. Januar 2019 wieder und umfasst zwanzig Baudenkmäler.

## Baudenkmäler nach Gemeindeteilen

### Röttenbach
| Lage                                                       | Objekt                                                              | Beschreibung | Akten-Nr.     | Bild                                                                |
| ---------------------------------------------------------- | ------------------------------------------------------------------- | --- | ------------- | ------------------------------------------------------------------- |
| Bei Alte Kirchenstraße 15 (Standort)                       | Bildstock                                                           | Sandsteinpfeiler mit Aufsatz, wohl Anfang 19. Jahrhundert. | D-5-76-141-12 | BW                                                                  |
| Deutschherrnstraße 4 (Standort)                            | Scheune                                                             | Fachwerkbau mit Satteldach, 1911. | D-5-76-141-1  | BW                                                                  |
| Deutschherrnstraße 6 (Standort)                            | Ehemaliges Kastnerhaus, dann Forsthaus, jetzt Wohnhaus              | Zweigeschossiger Putzbau mit Walmdach und Sandsteingliederungen, erste Hälfte 18. Jahrhundert; Scheune, erdgeschossiger, giebelständiger Fachwerkbau mit Satteldach, wohl 18. Jahrhundert; Toreinfahrt, rechteckige Sandsteinpfeiler mit Metallgittertor, wohl zweite Hälfte 19. Jahrhundert.                                                                                 | D-5-76-141-2  | Ehemaliges Kastnerhaus, dann Forsthaus, jetzt Wohnhaus              |
| Deutschherrnstraße 8 (Standort)                            | Wohnstallhaus                                                       | Erdgeschossiger, giebelständiger und verputzter Massivbau mit Satteldach und hölzernem, profiliertem Türstock, um 1800. | D-5-76-141-3  | Wohnstallhaus                                                       |
| Deutschherrnstraße 11 (Standort)                           | Ehemaliges Pfarrhaus                                                | Zweigeschossiger Putzbau mit Walmdach, Aufzugsgaube, Putzgliederung und Barockportal, Franz Keller zugeschrieben, erstes Drittel 18. Jahrhundert. | D-5-76-141-4  | Ehemaliges Pfarrhaus                                                |
| Deutschherrnstraße 13 (Standort)                           | Ehemalige katholische Pfarrkirche St. Ulrich, jetzt Friedhofskirche | Putzbau mit Satteldach und Chorturm mit hohen oktogonalem Obergeschoss und Spitzhelm, Langhaus mit Flachdecke über Hohlkehle und eingezogener Chor mit Spiegeldecke, Turmuntergeschoss mittelalterlich, Langhaus 1638, Turmobergeschoss und Barockisierung um 1730; mit Ausstattung; Friedhofsummauerung des alten Teils, zum Teil Sandsteinquadermauer, 18./19. Jahrhundert. | D-5-76-141-5  | Ehemalige katholische Pfarrkirche St. Ulrich, jetzt Friedhofskirche |
| Deutschherrnstraße 14 (Standort)                           | Ehemaliges Schulhaus                                                | Zweigeschossiger Putzbau mit Walmdach, 1786/87, 1905/06 überformt. | D-5-76-141-6  | Ehemaliges Schulhaus                                                |
| An der Niedermauker Straße/Ecke Industriestraße (Standort) | Bildstockkopf                                                       | Sandstein, 18./19. Jahrhundert. | D-5-76-141-24 | BW                                                                  |
| Rother Straße 3 (Standort)                                 | Ehemaliges Wohnstallhaus, ehemaliges Knechtshaus                    | Zweigeschossiger, giebelständiger Sandsteinquaderbau mit Satteldach und Gurtgesimsen, erste Hälfte 19. Jahrhundert. | D-5-76-141-22 | Ehemaliges Wohnstallhaus, ehemaliges Knechtshaus                    |
| Rother Straße 5 (Standort)                                 | Ehemaliges Gasthaus                                                 | Zweigeschossiger, traufseitiger Putzbau mit Satteldach und giebelseitiger Fassadennische, 18. Jahrhundert. | D-5-76-141-23 | Ehemaliges Gasthaus                                                 |
| Webergasse 1 (Standort)                                    | Bauernhaus                                                          | Zweigeschossiger Sandsteinquaderbau mit Satteldach, um 1855, 1926 aufgestockt. | D-5-76-141-10 | BW                                                                  |

### Mühlstetten
| Lage                                                                                                  | Objekt                                                    | Beschreibung                                                                                          | Akten-Nr.     | Bild                                                      |
| --- | --------------------------------------------------------- | --- | ------------- | --------------------------------------------------------- |
| Bahnhofstraße 6; Bahnlinie Treuchtlingen–Nürnberg; Sommerkeller 1; südlich von Mühlstetten (Standort) | Eisenbahnviadukt der ehemaligen Ludwig-Süd-Nord-Eisenbahn | Einbogiger Sandsteinquaderbau, um 1848/49.                                                            | D-5-76-141-15 | Eisenbahnviadukt der ehemaligen Ludwig-Süd-Nord-Eisenbahn |
| Bei Mühlstraße 5 (Standort)                                                                           | Wegkapelle                                                | Putzbau mit Satteldach, 18./19. Jahrhundert.                                                          | D-5-76-141-14 | BW                                                        |
| Röttenbacher Straße 6 (Standort)                                                                      | Katholische Ortskapelle                                   | Sandsteinquaderbau mit Satteldach, halbrunder Chornische und Dachreiter, um 1910/15; mit Ausstattung. | D-5-76-141-13 | Katholische Ortskapelle                                   |

### Niedermauck
| Lage                                                                                 | Objekt                                                   | Beschreibung | Akten-Nr.     | Bild                                                     |
| ------------------------------------------------------------------------------------ | -------------------------------------------------------- | --- | ------------- | -------------------------------------------------------- |
| Bahnlinie Treuchtlingen–Nürnberg; Sommerkeller 1; westlich von Niedermauk (Standort) | Eisenbahnbrücke der ehemaligen Ludwig-Süd-Nord-Eisenbahn | Einbogiger Sandsteinquaderbau, um 1848/49. | D-5-76-141-18 | Eisenbahnbrücke der ehemaligen Ludwig-Süd-Nord-Eisenbahn |
| Niedermauk A 14 (Standort)                                                           | Katholische Filialkirche St. Sebastian                   | Putzbau mit Satteldach, eingezogenem Dreiseitchor und nördlich am Chor angebautem Turm mit oktogonalem Obergeschoss und Kuppelhaube, im Kern spätgotisch, 14. Jahrhundert, Turmobergeschoss bezeichnet mit „1630“; mit Ausstattung. | D-5-76-141-17 | Katholische Filialkirche St. Sebastian                   |
| Niedermauk B 1 (Standort)                                                            | Kleinhaus                                                | Ziegelsteinbau, architektonisch gegliedert durch Zahnschnittfriese und Hausteingliederung, Ende 19. Jahrhundert. | D-5-76-141-25 | BW                                                       |

### Unterbreitenlohe
| Lage                                                                          | Objekt     | Beschreibung | Akten-Nr.     | Bild       |
| ----------------------------------------------------------------------------- | ---------- | --- | ------------- | ---------- |
| Unterbreitenlohe 1 (Standort)                                                 | Bauernhaus | Erdgeschossiger, traufseitiger Sandsteinquaderbau mit Steilsatteldach und südseitigem Fachwerkgiebel, zweite Hälfte 19. Jahrhundert. | D-5-76-141-20 | Bauernhaus |
| Unterbreitenlohe 4 (Standort)                                                 | Bauernhaus | Zweigeschossiger, giebelständiger Sandsteinquaderbau mit Steilsatteldach und Fachwerkgiebel, 1873.                                   | D-5-76-141-21 | Bauernhaus |
| Unterbreitenlohe 4, im Ort schräg gegenüber von Unterbreitenlohe 1 (Standort) | Wegkapelle | Putzbau mit Satteldach und Sandsteinquadersockel, 18. Jahrhundert; mit Ausstattung.                                                  | D-5-76-141-19 | Wegkapelle |

## Ehemalige Baudenkmäler
In diesem Abschnitt sind Objekte aufgeführt, die früher einmal in der Denkmalliste eingetragen waren, jetzt aber nicht mehr. Objekte, die in anderem Zusammenhang – also z. B. als Teil eines Baudenkmals – weiter eingetragen sind, sollen hier nicht aufgeführt werden. Aktennummern in diesem Abschnitt sind ehemalige, jetzt nicht mehr gültige Aktennummern.

| Lage                                  | Objekt     | Beschreibung | Akten-Nr.    | Bild |
| ------------------------------------- | ---------- | --- | ------------ | ---- |
| Röttenbach Rother Straße 6 (Standort) | Bauernhaus | Erdgeschossiger Sandsteinquaderbau mit Satteldach und Spätbiedermeier-Haustür, drittes Viertel 19. Jahrhundert. | D-5-76-141-8 | BW   |